# Бородастик яванський
Бородастик яванський (Psilopogon javensis) — вид дятлоподібних птахів родини бородастикових (Megalaimidae).

## Поширення
Ендемік Індонезії. Поширений на островах Ява та Балі. Його природними середовищами існування є субтропічні або тропічні вологі низинні ліси та субтропічні або тропічні вологі гірські ліси.